# ريدجواي (أوهايو)
ريدجواي (بالإنجليزية: Ridgeway, Ohio)‏ هي منطقة سكنية تقع في الولايات المتحدة في أوهايو. يقدر عدد سكانها بـ 338 نسمة ومساحتها 1.53 كم2 وترتفع عن سطح البحر 323 متر.

## التركيبة السكانية
قام مكتب تعداد الولايات المتحدة بتحديد بيانات التركيبة السكانية لريدجواي في تعداد الولايات المتحدة. في ما يلي، التركيبة السكانية حسب تعدادي 2000 و2010.

### تعداد عام 2000
بلغ عدد سكان ريدجواي 354 نسمة بحسب تعداد عام 2000، وبلغ عدد الأسر 123 أسرة وعدد العائلات 101 عائلة مقيمة في القرية. في حين سجلت الكثافة السكانية 589.5 نسمة لكل ميل مربع (227.6/كم2). وبلغ عدد الوحدات السكنية 136 وحدة بمتوسط كثافة قدره 226.5 نسمة لكل ميل مربع (87.5/كم2).
وتوزع التركيب العرقي للقرية بنسبة 98.02% من البيض و 1.69% من الأمريكيين الأفارقة.
بلغ عدد الأسر 123 أسرة كانت نسبة 47.2% منها لديها أطفال تحت سن الثامنة عشر تعيش معهم، وبلغت نسبة الأزواج القاطنين مع بعضهم البعض 64.2% من أصل المجموع الكلي للأسر، ونسبة 13.0% من الأسر كان لديها معيلات من الإناث دون وجود شريك، وكانت نسبة 17.1% من غير العائلات. تألفت نسبة 13.8% من أصل جميع الأسر من أفراد ونسبة 7.3% كانوا يعيش معهم شخص وحيد يبلغ من العمر 65 عاماً فما فوق. وبلغ متوسط حجم الأسرة المعيشية 3.14، أما متوسط حجم العائلات فبلغ 2.88.
بلغ العمر الوسطي للسكان 33 عاماً. وكانت نسبة 30.8% من القاطنين تحت سن الثامنة عشر، وكانت نسبة 9.6% بين الثامنة عشر والأربعة وعشرون عاماً، ونسبة 32.5% كانت واقعةً في الفئة العمرية ما بين الخامسة والعشرون حتى والأربعة وأربعون عاماً، ونسبة 17.2% كانت ما بين الخامسة والأربعون حتى الرابعة والستون، ونسبة 9.9% كانت ضمن فئة الخامسة والستون عاماً فما فوق. يوجد لكل 100 أنثى 94.5 ذكر، ويوجد لكل 100 أنثى في الثامنة عشر من عمرها فما فوق 102.5 ذكر.
بلغ متوسط دخل الأسرة في القرية 43,542 دولار، أما متوسط دخل العائلة فبلغ 46,250 دولار. وكان متوسط دخل الذكور 36,875 دولار مقابل 21,250 دولار للإناث. وسجل دخل الفرد الخاص بالقرية 18,537 دولار. وكانت نسبة 2.2% من العائلات ونسبة 2.9% من السكان تحت خط الفقر، وكان من هؤلاء نسبة 3.6% تحت سن الثامنة عشر ولا أحد منهم في الخامسة والستين من العمر وما فوق.

### تعداد عام 2010
بلغ عدد سكان ريدجواي 338 نسمة بحسب تعداد عام 2010، وبلغ عدد الأسر 125 أسرة وعدد العائلات 93 عائلة مقيمة في القرية. في حين سجلت الكثافة السكانية 572.9 نسمة لكل ميل مربع (221.2/كم2). وبلغ عدد الوحدات السكنية 133 وحدة بمتوسط كثافة قدره 225.4 لكل ميل مربع (87.0/كم2).
وتوزع التركيب العرقي للقرية بنسبة 97.0% من البيض و 0.3% من الأمريكيين ذوي الأصول الآسيوية و 1.5% من الأمريكيين الأفارقة و 1.2% من عرقين مختلطين أو أكثر.
بلغ عدد الأسر 125 أسرة كانت نسبة 40.8% منها لديها أطفال تحت سن الثامنة عشر تعيش معهم، وبلغت نسبة الأزواج القاطنين مع بعضهم البعض 55.2% من أصل المجموع الكلي للأسر، ونسبة 13.6% من الأسر كان لديها معيلات من الإناث دون وجود شريك، بينما كانت نسبة 5.6% من الأسر لديها معيلون من الذكور دون وجود شريكة وكانت نسبة 25.6% من غير العائلات. تألفت نسبة 20.0% من أصل جميع الأسر من أفراد ونسبة 5.6% كانوا يعيش معهم شخص وحيد يبلغ من العمر 65 عاماً فما فوق. وبلغ متوسط حجم الأسرة المعيشية 3.12، أما متوسط حجم العائلات فبلغ 2.70.
بلغ العمر الوسطي للسكان 34.4 عاماً. وكانت نسبة 29.3% من القاطنين تحت سن الثامنة عشر، وكانت نسبة 7.4% بين الثامنة عشر والأربعة وعشرون عاماً، ونسبة 27.8% كانت واقعةً في الفئة العمرية ما بين الخامسة والعشرون حتى والأربعة وأربعون عاماً، ونسبة 26.3% كانت ما بين الخامسة والأربعون حتى الرابعة والستون، ونسبة 9.2% كانت ضمن فئة الخامسة والستون عاماً فما فوق. وتوزع التركيب الجنسي للسكان بنسبة 47.0% ذكور و53.0% إناث.